# エプロサルタン
エプロサルタン（Eprosartan）は、高血圧の治療に使われるアンギオテンシンII受容体拮抗薬の一つ。アメリカではアボットラボラトリーズ、他の地域ではソルベイ製薬からテベテン®として販売されている。しばしばヒドロクロロチアジドとペアにしてアメリカではテベテン®HCT、他の地域ではテベテン®Plusとして販売されている。
この薬品はレニン-アンギオテンシン系に作用する。まず、血管の平滑筋のAT1レセプターへのアンギオテンシンIIの結合を阻害し、血管を拡張させる。次に、交感神経系ノルアドレナリンの合成を阻害し、さらに血圧を減少させる。
他のアンギオテンシンII受容体拮抗薬のように、エプロサルタンは一般にエナラプリル（ACE阻害薬の一つ）よりも、特に年配者においては許容されている。